# Jefferson Park (Los Angeles)
Jefferson Park è un quartiere di Los Angeles, ampio quadrate, che si trova nella South Los Angeles region. Ha una popolazione di 24285 residenti che lo rende il quartiere con la densità di popolazione maggiore della Contea di Los Angeles. Ce quartier est connu pour ses maisons opulentes.
Jefferson Park confina con il quartiere di Arlington Heights a nord, Adams-Normandie ad est, Exposition Park a sud-est, Leimert Park a sud e West Adams ad ovest.
Segnano il confine la Santa Monica Freeway a nord, la sud Western Avenue e la  Arlington Avenue ad est, Jefferson Boulevard e Rodeo Road (presto per essere anamed Obama Boulevard) a sud e la Crenshaw Boulevard ad ovest.
Il quartiere contiene un piccolo sotto distretto chiamato West Adams Terrace.

## Linea E
Oltre che da alcune linee di bus pubblici, Jefferson Park è servito a sud dalla stazione Expo/Crenshaw situata sulla Linea E della metropolitana di Los Angeles.